# Jean Absil
Jean Nicolas Joseph Absil (født 23. oktober 1893 i Hainaut, død 2. februar 1974 i Uccle, Bruxelles) var en belgisk/vallonsk komponist.
Han har komponeret fem symfonier, orkesterværker, kammermusik, koncertmusik etc,  og hører til de betydelige komponister i Belgien i det 20. århundrede.

## Udvalgte værker
- Symfoni nr. 1 (1920) - for orkester
- Symfoni nr. 2 (1936) - for stort orkester
- Symfoni nr. 3 (1943) - for orkester
- Symfoni nr. 4 (1969) - for stort orkester
- Symfoni nr. 5 (1970) - for orkester
- "Symfonisk variation" (1942) - for stort orkester
- Suite (1956) - for lillorkester
- 3 Klaverkoncerter (1937, 1967, 1973) - for klaver og orkester
- 2 Violinkoncerter (1933, 1964) - for violin og orkester
- Cellokoncert (1949) - for cello og orkester
- Bratschkoncert (1942) - for bratsch og orkester
- "Fantasi caprice" (1971) - for altsaxofon og orkester